# Bulbostylis mahafalensis
Bulbostylis mahafalensis är en halvgräsart som beskrevs av Henri Chermezon. Bulbostylis mahafalensis ingår i släktet Bulbostylis och familjen halvgräs. Inga underarter finns listade i Catalogue of Life.